# Olivskål
Olivskål (Chlorencoelia versiformis) är en svampart som först beskrevs av Christiaan Hendrik Persoon, och fick sitt nu gällande namn av J.R. Dixon 1975. Enligt Catalogue of Life ingår Olivskål i släktet olivskålar,  och familjen Hemiphacidiaceae, men enligt Dyntaxa är tillhörigheten istället släktet olivskålar,  och familjen Helotiaceae. Arten är reproducerande i Sverige. Inga underarter finns listade i Catalogue of Life.

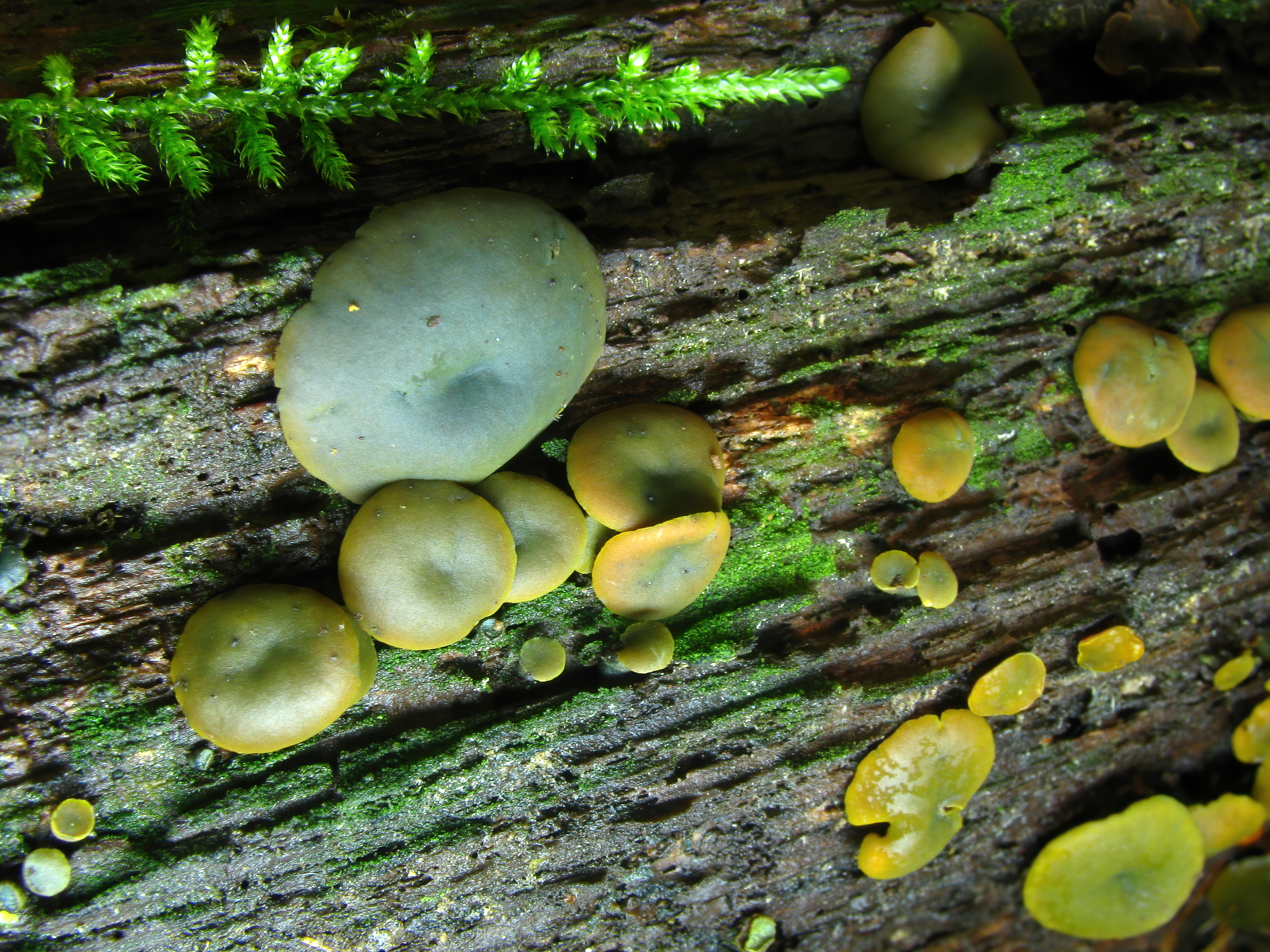
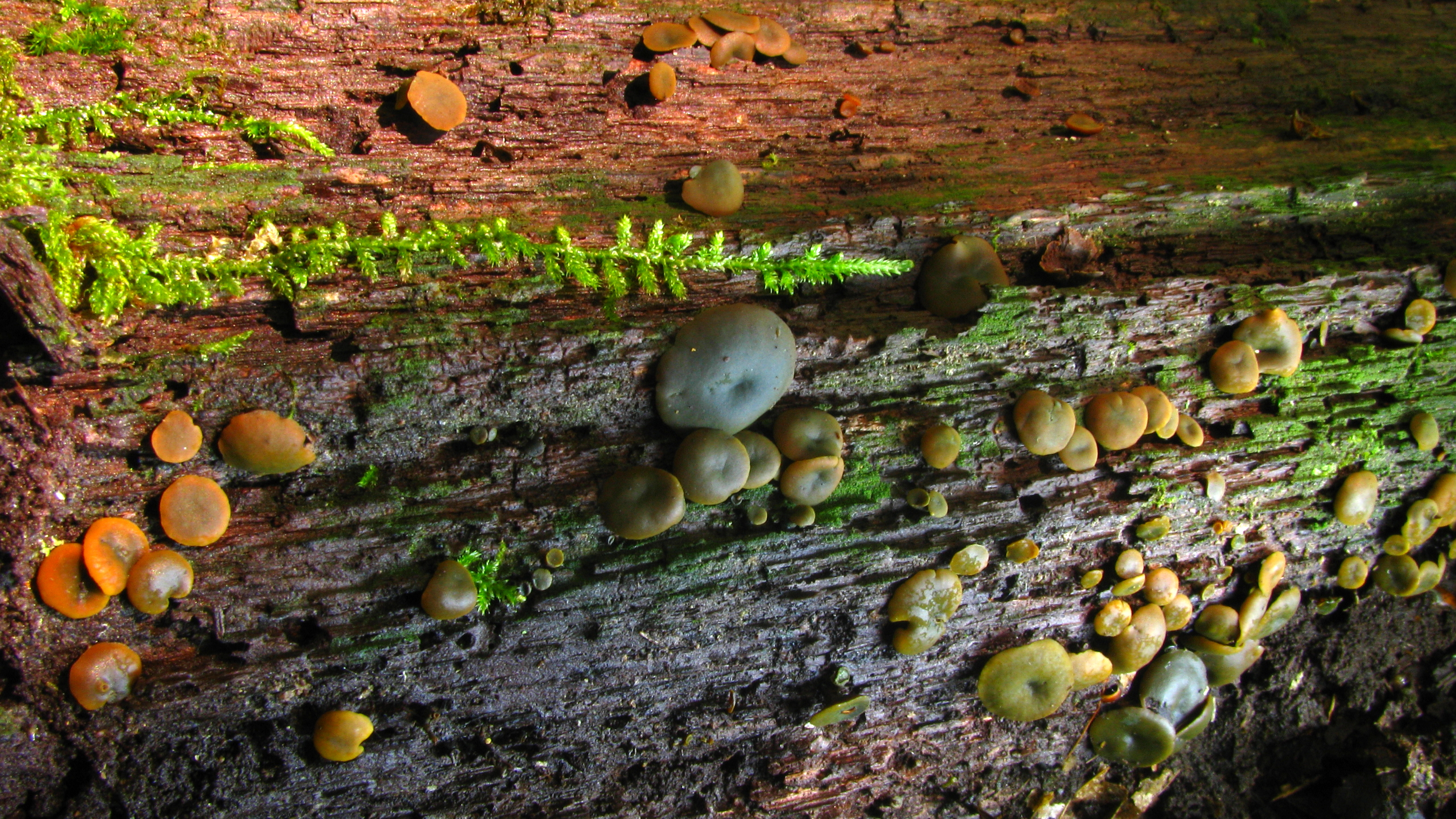
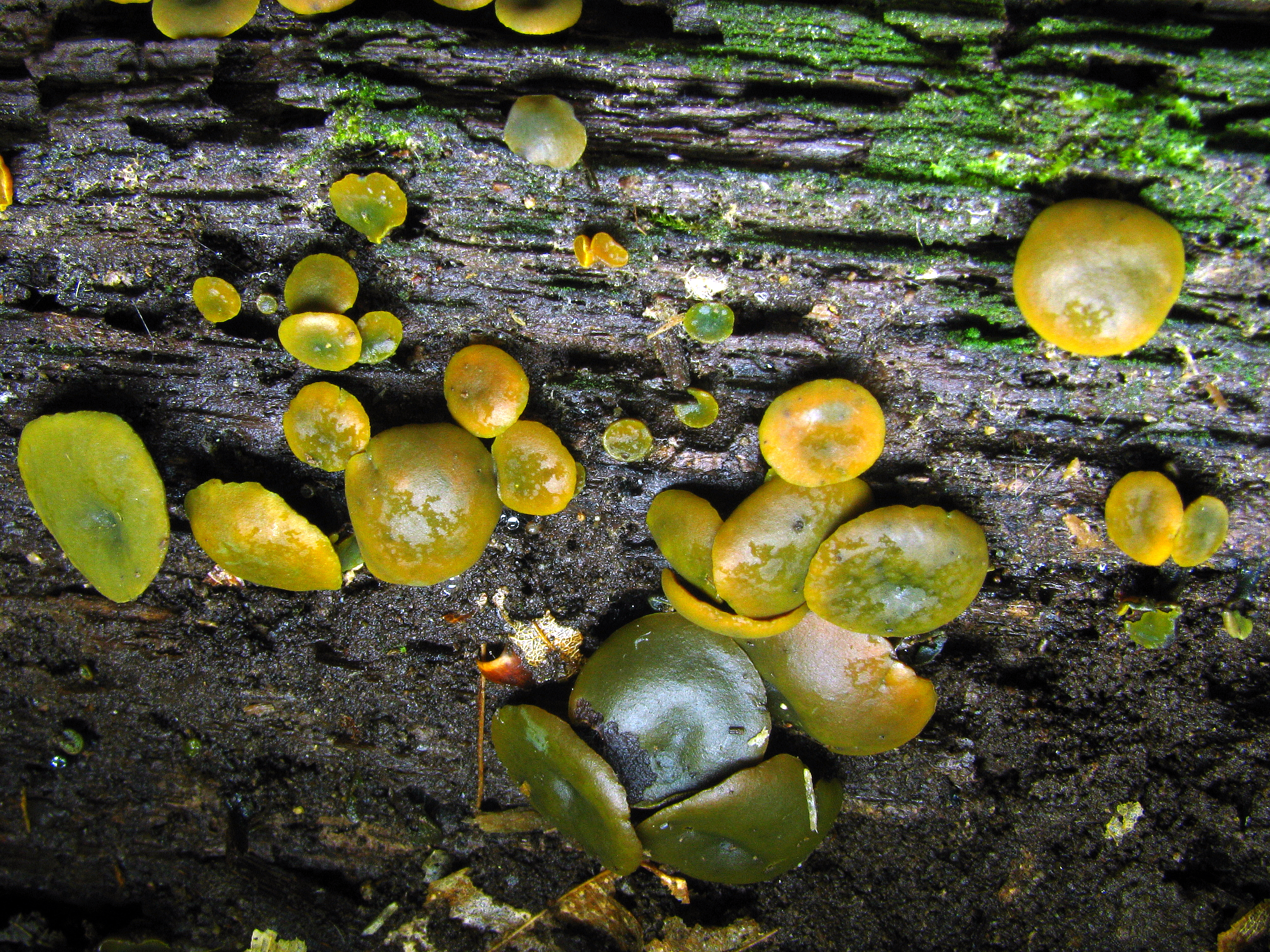
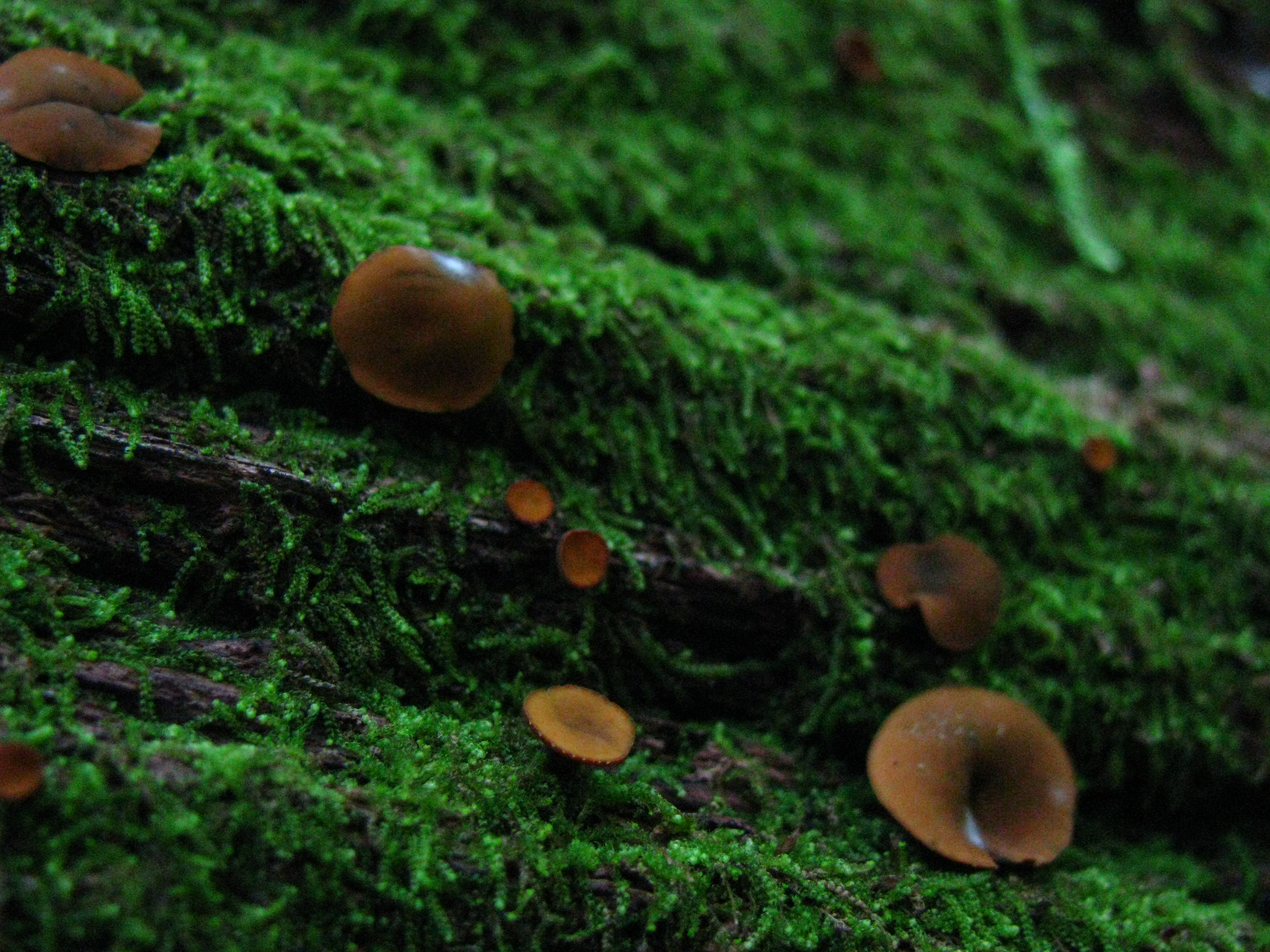
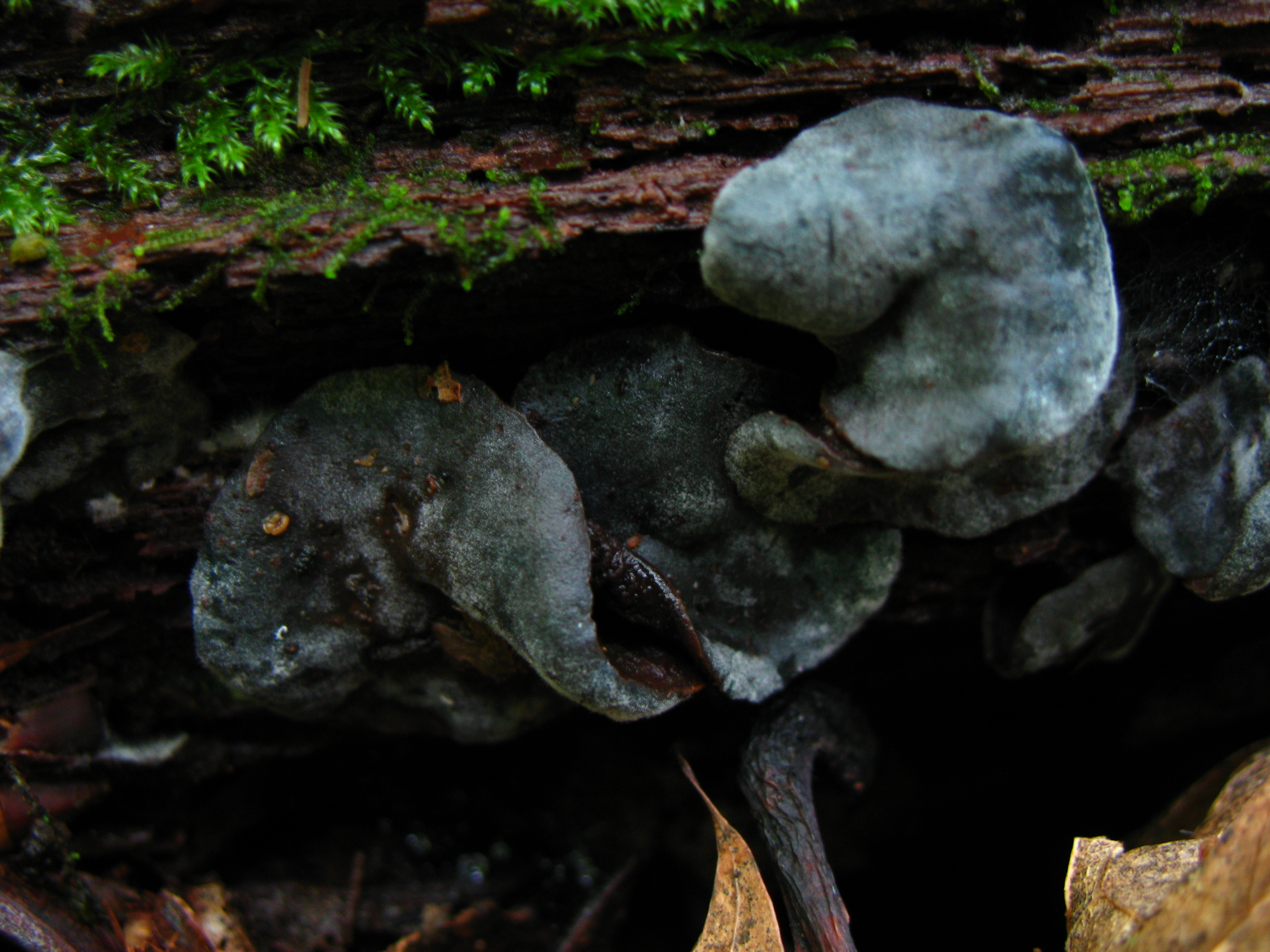
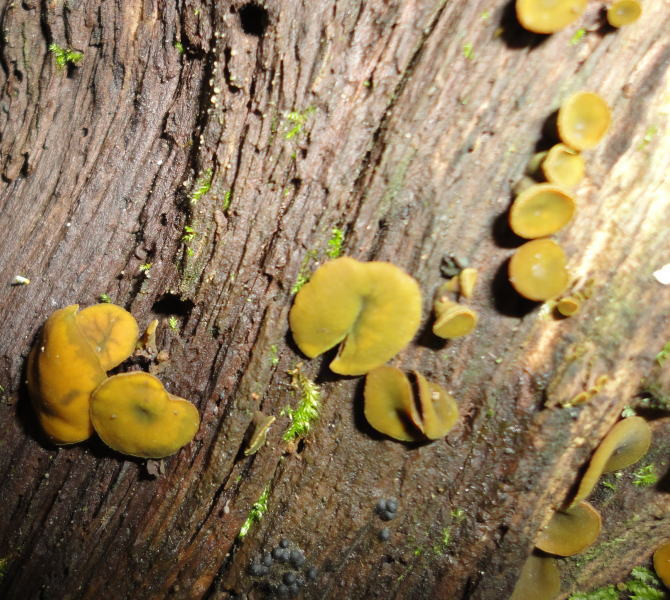
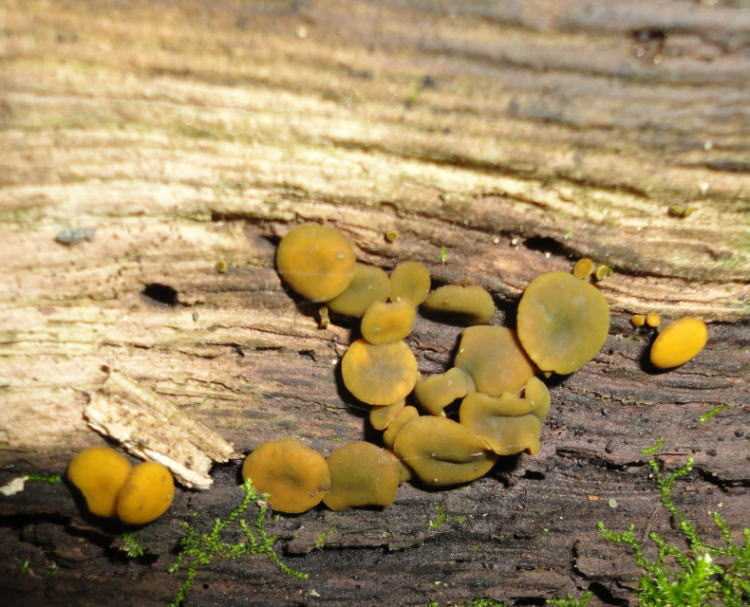
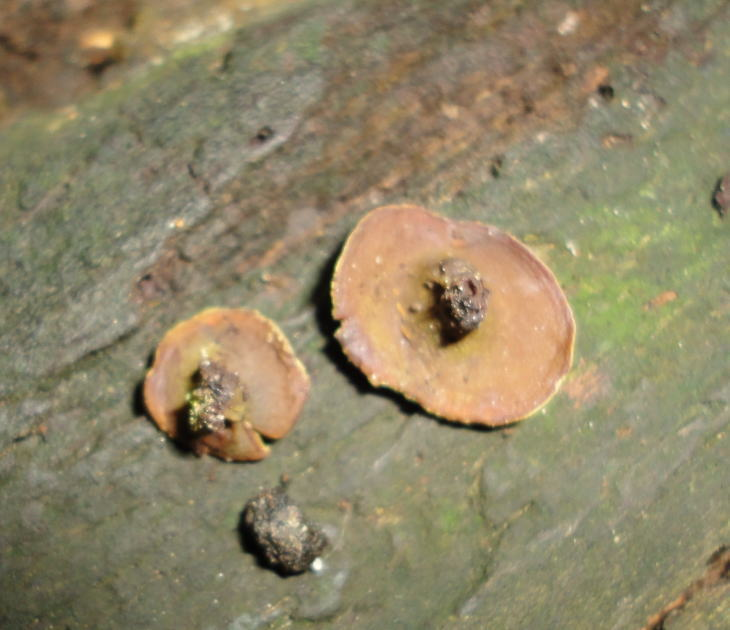